# Le Temps d'un Noël
 (novembre 2018).

Le Temps d'un Noël (Journey Back to Christmas) est un téléfilm américain réalisé par Mel Damski diffusé le 11 novembre 2016 sur Hallmark Channel.

## Synopsis
Dans les années 1940, en pleine guerre mondiale, Hanna, infirmière, se prend d'affection pour Toby, un orphelin dont elle s'occupe. Le lendemain de noël, alors qu'une comète, magique selon Toby, a traversé le ciel, elle se retrouve propulsée en 2016...

## Distribution
- Candace Cameron Bure (VF : Léovanie Raud) : Hanna
- Eamon Hanson : Toby
- Oliver Hudson (VF : Thibaut Lacour) : Jake
- Brooke Nevin (VF : Noémie Orphelin) : Sarah
- Meghan Heffern : Louise
- Gwynyth Walsh : Gretchen
- Raven Stewart: Gwen
- Matt Cooke : Martin
- Tom Skerritt : Tobias Cook